# Tour de Romandie Féminin
Tour de Romandie Féminin – kobiecy kolarski wyścig wieloetapowy rozgrywany corocznie od 2022. Od początku istnienia należy do cyklu UCI Women’s World Tour.
Oprócz wyścigu kobiecego rozgrywany jest również wyścig męski, należący do cyklu UCI World Tour.

## Zwycięzcy
Opracowano na podstawie:
| Rok  | Pierwsze               | Drugie               | Trzecie              |
| ---- | ---------------------- | -------------------- | -------------------- |
| 2022 | Ashleigh Moolman-Pasio | Annemiek van Vleuten | Elisa Longo Borghini |
| 2023 | Demi Vollering         | Katarzyna Niewiadoma | Marlen Reusser       |
| 2024 | Lotte Kopecky          | Demi Vollering       | Gaia Realini         |
| 2025 |                        |                      |                      |